# Tjörnarpsbuss
Tjörnarpsbuss är ett svenskt bussbolag. Tjörnarpsbuss grundades 1924 av Bernt och Gunnar Nilsson. Över 80 år senare drivs företaget fortfarande inom samma familj.
Fordonparken består av ett 20-tal bussar och tre lastbilar och företaget turistbusstrafik, skolbusstrafik och linjetrafik för Skånetrafiken. Turistbussarna sysselsätts framförallt inom det egna reseprogrammet.